# Geologia da Zâmbia

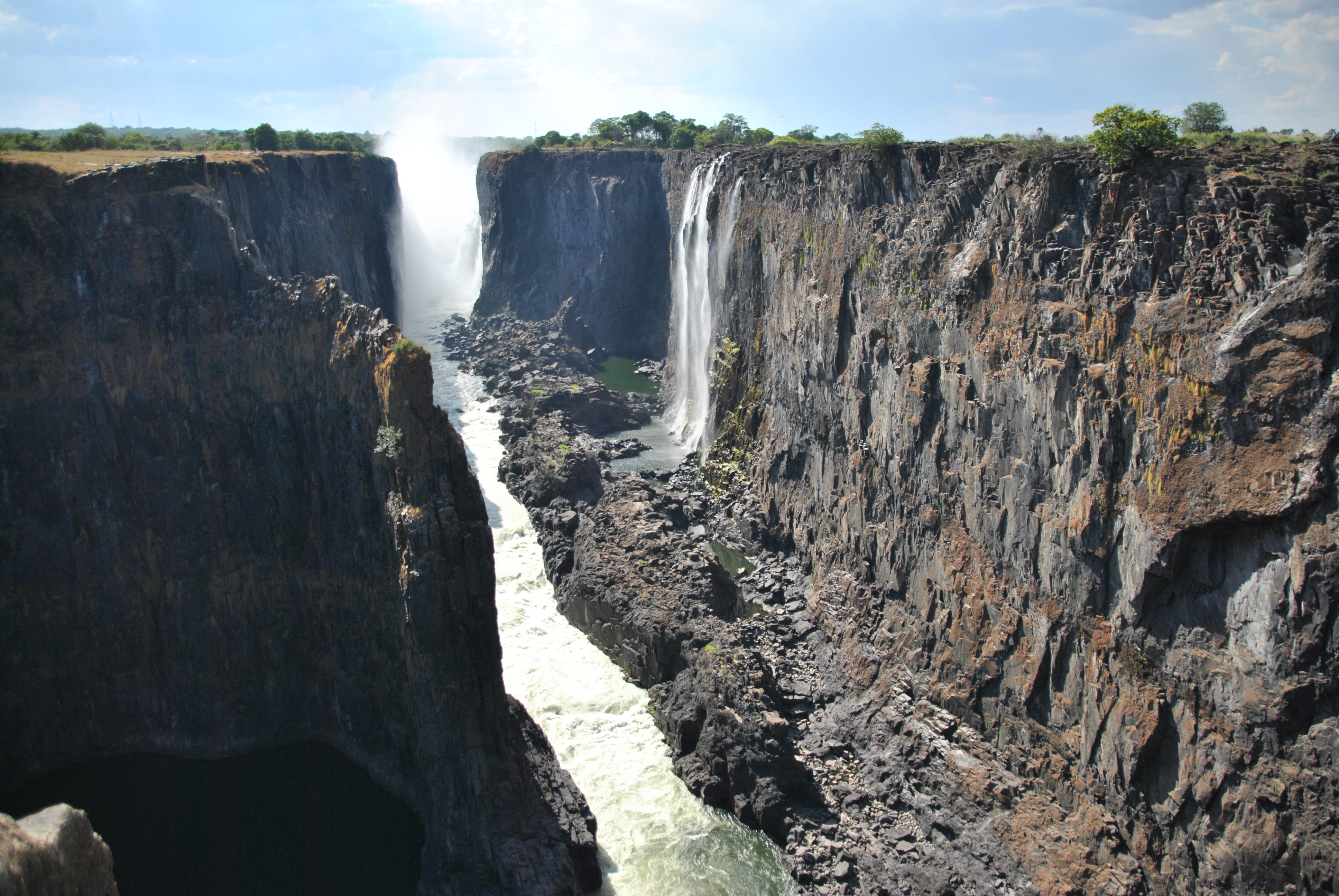
O Rio Zambezi e as Cataratas Vitória, na Zâmbia.

A história geológica da Zâmbia inicia no Pré-cambriano. Enormes grupos sedimentares e metamórficos formaram-se na metade do Proterozoico.

## História Geológica
As rochas mais antigas da Zâmbia formam parte do complexo de embasamento pré-cambriano cristalino, aflorando a leste e como o sistema Lufubu estruturalmente complexo no Cinturão de Cobre.

## Hidrogeologia
Os aquíferos aluviais quaternários e as areias não consolidadas de 20 a 40 metros do Grupo Kalahari, no oeste e nordeste da Zâmbia são recarregados pela água da chuva.
Amplas partes do país são sub-mortas por rocha de granito e gabbro cristalino do porão. Estas rochas são em geral impermeáveis, mas guardam água em regolitos e fraturas de 10 a 15 metros de espessura naturais.
A Zâmbia tem vastos recursos naturais, especialmente o minério de cobre 